# عصام الحضري
عصام كمال توفيق الحضري، (ولد في 15 يناير عام 1973) و‌المعروف باسم عصام الحضري، حارس مرمى مصري سابق، سبق وأن لعب لعدة أندية ول‍منتخب مصر لكرة القدم، حصد 38 لقباً و6 إنجازات على المستوى الشخصي لم يسبقه حارس مرمى من قبل، ويعد أكثر حراس مرمى منتخب مصر مشاركة في المباريات الدولية برصيد 159 مباراة. وهو أكبر لاعب سناً شارك في مباراة في تاريخ كأس الأمم الأفريقية. في يونيو 2018، تم اختيار عصام الحضري ضمن قائمة منتخب مصر للمُشاركة في كأس العالم 2018 في روسيا، وأصبح أكبر حارس تم اختياره للقائمة في تاريخ بطولة كأس العالم. ويعمل حاليًا كمدرب حراس في منتخب سوريا لكرة القدم.

## مسيرته مع الأندية

### نادي دمياط
بدأ تألقه من خلال نادي دمياط المشارك في دوري الدرجة الثانية في مصر وكان سببا رئيسيا لتصعد ناديه إلى دوري الدرجة الأولى قبل أن يسعى النادي الأهلي لضمه لصفوف فريق كرة القدم.
كان لاعبا مركز شباب الركابيه بمحافظه دمياط

### انضمامه للنادي الأهلي المصري
انتقل عصام الحضري رسميا لصفوف فريق النادي الأهلي لكرة القدم عام 1996 م ليكون الحارس الاحتياطي بعد الحارس اللامع آن ذاك أحمد شوبير وحارس منتخب مصر في ذلك الوقت أيضا. ولكن ذلك لم يمنعه من الاجتهاد ومواصلة التدريب والجد لاستغلال أول فرصة والتي كانت اللعب أمام المريخ بعد أقل من سنة واحدة إثر إصابة شوبير الذي اعتزل فيما بعد وحافظ الحضري على مكانه كحارس مرمى أساسي لدى النادي الأهلي. وبعد ذلك، واصل الحضري كسب الثقة والمكانة مع ناديه والذي كان له كبير الأثر في فوزه بدوري أبطال أفريقيا عام 2001 م ثم كلل هذا الإنجاز بهدف رائع في العام ذاته من ركلة حرة غير مباشرة من مسافة 80 متر في مرمى كايزر تشيفر الجنوب إفريقي في مسابقة كأس السوبر الإفريقية بعد أن لعبت الصدفة دورا كبيرا في دخول الكرة للهدف. وكان له دور مؤثر في فوز الأهلي بدوري ابطال أفريقيا 2005 و2006 والحصول على الميدالية البرونزية في كأس العالم للاندية 2006

### انضمامه لنادي سيون السويسري
أنضم الحضرى إلى نادي سيون السويسري عقب حصوله على بطاقة لعب مؤقتة من الفيفا عقب سفره لسويسرا لبدء مشواره الإحترافى دون موافقة النادى الأهلى الأمر الذي اثار انقسام شديد بين جماهير النادى العريق الذي غضب مجموعة منه لقرار الحضرى في حين التمس البعض له العذر لوصول الحضرى إلى سن الخامسة والثلاثين دون أن يخوض تجربة الاحتراف التي هي أهلٌ لها بمستواه العالمي.
و ترددت الأخبار أن المدرب البرتغالى مانويل جوزيه كان الحافز الأساسي لرحيل الحضرى لتعنته معه طوال ثلاث سنوات سلبه فيها حقه المعنوى المتمثل في شارة كابتن الفريق بالإضافة إلى عصبية جوزيه الشديدة وقرارته القاسية ضده والتي طالب الحضرى بسببها الرحيل أكثر من مرة عن القلعة الحمراء منذ عام 2005 وألح في طلب الرحيل منذ هذا التاريخ.
يذكر ان النادى الأهلى رفض مناقشة العرض السويسرى المقدم من نادى سيون بسبب ضعف المبلغ 400,000 دولار بالإضافة إلى نسبة 50% يحصل عليها النادى الأهلى في حال بيع عصام الحضرى إلى نادى أوروبى آخر.
استند الحضرى إلى المادة 17 من لوائح الفيفا التي تتيح للاعب الذي تجاوز عمره الثامنة والعشرون ان يفسخ عقده من طرف واحد بشرط استيفائه مدة الحماية القانونية والمقدرة بعامين من تعاقده مع ناديه بشرط إبلاغه كتابيا برغبته في فسخ العقد قبل 15 يوما من تاريخ انتهاء الموسم الكروى.
جدير بالذكر ان الفيفا قامت بفرض عقوبة علي الحضري قيماتها 900 ألف يورو والإيقاف لمدة 4 شهور بداية من أغسطس القادم ومنع سيون من قيد أي لاعب جديد لفترتين قيد متتالين نظرا للاضرار التي تسببوا فيها للنادي الاهلي ورحيل اللاعب في منتصف الموسم الكروي وبدون اذن ناديه.

### النادي الإسماعيلي
استطاع مسؤولو النادي الإسماعيلي المصري أن ينجحوا في ضم الحارس العملاق عصام الحضرى من نادى سيون السويسرى بمبلغ 600 ألف يورو وشارك الحارس الدولي مع ناديه الجديد الملقب بالدراويش في موسم 2009\2010.

### نادي الزمالك
انضم عصام الحضري حارس مرمى الإسماعيلي ومنتخب مصر بصفة رسمية لصفوف نادي الزمالك بعقد يمتد لثلاث سنوات موسم 2010-2011...

### نادي المريخ السوداني
انضم عصام الحضري حارس مرمى الزمالك ومنتخب مصر بصفة رسمية لصفوف نادي المريخ السوداني بعقد يمتد لعامين موسم 2010-2011 في فترة الانتقالات الشتوية.

### نادي الاتحاد السكندري
بعد حل مشكلته مع إدارة نادي المريخ، انتقل عصام الحضري إلى نادي الاتحاد السكندري بعقد انتقال في موسم الانتقالات الشتوية لمدة موسمين ونصف بداية من موسم 2012.
ثم بعد توقف الدورى بعد مذبحة بورسعيد توقف عن اللعب ثم عاد مع نادي وادي دجلة لموسم 2013 /2014.

### نادي وادي دجلة
انضم عصام الحضري حارس مرمى المريخ السودانى ومنتخب مصر بصفة رسمية لصفوف نادي وادي دجلة بعقد يمتد لعام موسم 2013-2014 في فترة الانتقالات الشتوية ثم انهى مشوارة مع نادى وادى دجلة في يوليو 2014 بعد خروجهم في الدور قبل النهائى امام الزمالك بركلات الترجيح في بطولة كأس مصر 2014 ووجهوا له الشكر معلنين عدم النية في التجديد له.

### العودة للنادي الإسماعيلي
انضم عصام الحضري حارس مرمى وادى دجلة ومنتخب مصر بصفة رسمية لصفوف النادي الإسماعيلي بعقد يمتد لعامين موسم 2014-2015 في فترة الانتقالات الصيفية.

### التعاون السعودي
وقع مع نادي التعاون السعودي في عام 2017 كأول محترف يلعب حارس مرمى في الدوري السعودي.

### العودة للنادي الإسماعيلي
عاد الحضري مرة أخرى للإسماعيلي في فترة الانتقالات الصيفية موسم 2019/2018.

### نادي النجوم
كانت محطة الحضري الأخيرة في مسيرته الحافلة عندما أنضم إلى نادي النجوم في فترة الإنتقالات الشتوية من موسم 2019/2018 ولم يلعب سوى ثلاث مباريات فقط.

## مسيرته مع المنتخب

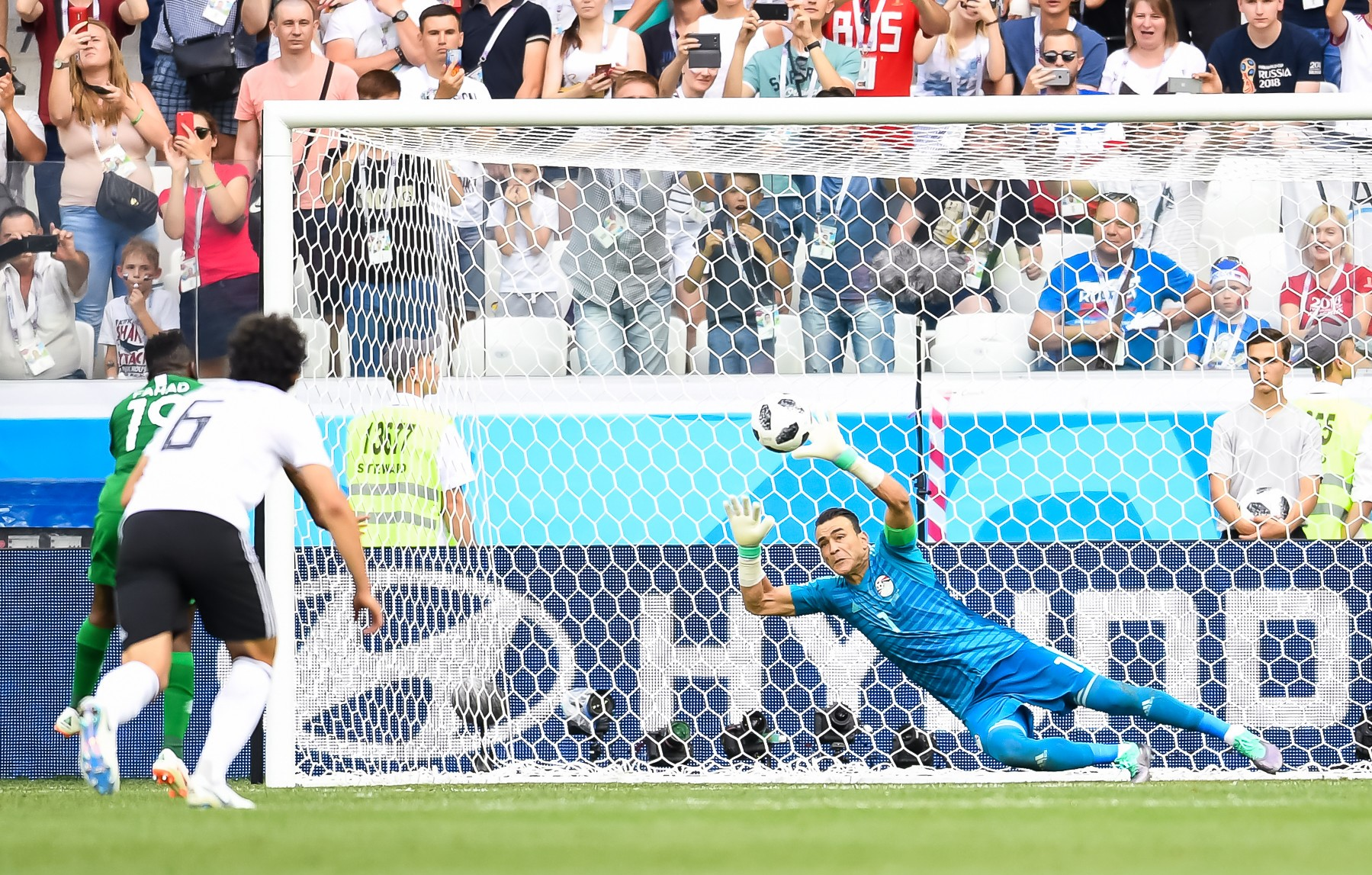
الحضري يتصدى لركلة جزاء نفذها السعودي فهد المولد في كأس العالم 2018.

انضم الحضري بسرعة إلى منتخب مصر الوطني، رغم أنه كان الحارس الثاني في صفوف المنتخب بعد نادر السيد لنحو أربع سنوات أخر. بعدها بدأ الحضري في حصد الجوائز وتحقيق الإنجازات مع منتخب مصر وأصبح الحارس الأساسي أيضا للمنتخب حتى وقتنا هذا حيث لعب مع المنتخب أكثر من 100 مباراة دولية كان أولها مع ليبيريا في 6 إبريل من عام 1997 م وهو بذلك سابع لاعب مصري يتم 100 مباراة مع المنتخب. ويعتبر الحضري الآن الحارس الأول في مصر فنيا وجماهيريا رغم ما شاب ذلك من أحداث سفره المفاجئ إلى سويسرا وترك الفريق في أزمة حراس المرمى التي يعاني منها حتى الآن ولكنه بعد أدائه المشرف الذي أظهره في كأس القارات في جنوب أفريقيا عام 2009 م حيث كان له أكبر الأثر في استحقاق منتخب مصر ولأول مرة الفوز على نظيره الإيطالي الذي دخل البطولة بصفته بطلا للعالم ثم مجهوده الرائع في مباراة المنتخب المصري مع منتخب أمريكا في نفس المجموعة، كل ذلك أدى لرغبة الجماهير في الاستمتاع بأداء هذا الرياضي المتميز في رفع فرص المنتخب المصري في الأعوام الباقية له على البساط الأخضر.
ويعتبر الحضري أفضل حراس المرمى في مصر على مر التاريخ وهو الحارس الوحيد الذي سيبقي اسمه محفورا في اذهان محبي وعشاق كرة القدم في مصر والعالم العربي إلى عقود طويلة قادمة نظرا لما يتمتع به هذا الرياضي الفذ من لياقة وسرعة بديهة وتركيز وإخلاص شديد ظهر بشدة في مباراة العمر التي تألق فيها عصام الحضري عندما لعب امام بطل العالم المنتحب الإيطالي في بطولة كاس القارات التي انتهت بفوز أسطوري للمنتخب المصري 1 \ صفر بسبب وجود الحارس العملاق بعد أن انقذ مرمي المنتخب من أكثر من هدف محقق بالإضافة إلى انه الحارس الوحيد في أفريقيا الفائز ببطولة الأمم الأفريقية لثلاث مرات متتالية وهو انجاز قاري لم يسبقه اليه أحد علي مر العصور.
غير أن شعبيته قد تراجعت منذ انتقاله المثير للجدل إلى صفوف سيون السويسري، عندما حاول الحضري والنادي السويسري استخدام القانون لإتمام الصفقة ضد رغبة الأهلي. بالرغم من انه في نهاية المطاف إنضم إلى سيون، فإن سمعة اللاعب التي لم تكن تشوبها شائبة من قبل، شوهت في المباريات الدولية للمنتحب المصري. وواجه الحضري بالفعل منذ ذلك الحين معارضة واستهجانا من قبل مشجعي ناديه السابق خلال مباريات المنتخب الوطني وفقد عددا من اتفاقات الرعاية. ولم يكن الانتقال إلى سويسرا جيدا بالنسبة إلى الحضري الذي أعلن نيته البحث عن ناد أوروبي جديد بعد بطولة كأس القارات المقررة في جنوب إفريقيا هذا الصيف وإن كان قد ساهم في حصول ناديه على كأس سويسرا مؤخرا
ويعتبر الحضري أفضل حراس المرمى في تاريخ مصر وحصل على لقب أفضل حارس مرمى في ثلاثه بطولات امم أفريقيا كأس الأمم الأفريقية لكرة القدم 2006 وكأس الأمم الأفريقية لكرة القدم 2008 وكأس الأمم الأفريقية لكرة القدم 2010 المنتخب الوطني بعدما تصدى لركلتي جزاء بعدما تعادل المنتخب المصري سلبيا مع منتخب كوت ديفوار في نهائي كأس الأمم الأفريقية لكرة القدم 2006، وحصل المنتخب المصري بعد ذلك على كأس الأمم الأفريقية لذلك العام. كما كان لأدائه البطولى والرجولى في أمم غانا 2008 وهي البطولة الأصعب أبلغ الأثر في حصول منتخب مصر على البطولة وحصول الحضرى على أفضل حارس مرمى في تلك البطولة.
وحصل المنتخب المصري بعد ذلك على كأس امم أفريقيا في أنغولا 2010 وحصول الحضرى على أفضل حارس مرمى في تلك البطولة.و مؤخرا أثبت الحضري للجميع بالرغم من تقدم سنه ووصوله إلى سن ال43 أنه ما زال أفضل حراس مصر على مر التاريخ بعد مساهمته بشكل كبير في فوز مصر على الكونغو 2/1 في تصفيات كأس العالم 2018 بعد تألقه الكبير في المباراة وتصديه لأكثر من كرة خطيرة ثم بعد ذلك ساهم بشكل كبير أيضا في فوز مصر علي غانا 2/0 وكان قد تصدي لعدة هجمات خطيرة في هذه المباراة المؤهلة لمونديال روسيا 2018.
في 17 يناير 2017، وكان عمره 44 سنة، ويومين، أصبح أكبر لاعب في تاريخ كأس أمم أفريقيا بعد أن شارك في مباراة مصر ومالي في المجموعة الرابعة من الدور الأول ضمن كأس أمم أفريقيا لكرة القدم.
بمشاركته في مباراة السعودية ضد مصر أصبح أكبر لاعب في تاريخ كأس العالم لكرة القدم.
في 6 أغسطس 2018 أعلن عصام الحضري عبر صفحتة علي الفيس بوك اعتزاله اللعب الدولي.

### المشاركات الدولية
الإحصائيات دقيقة من المباراة التي لعبت في 25 يونيو 2018.
| مصر      | مصر       | مصر     |
| عام      | المشاركات | الإهداف |
| -------- | --------- | ------- |
| 1996     | 2         | 0       |
| 1997     | 9         | 0       |
| 1998     | 4         | 0       |
| 1999     | 6         | 0       |
| 2000     | 3         | 0       |
| 2001     | 6         | 0       |
| 2002     | 14        | 0       |
| 2003     | 3         | 0       |
| 2004     | 6         | 0       |
| 2005     | 5         | 0       |
| 2006     | 11        | 0       |
| 2007     | 9         | 0       |
| 2008     | 18        | 0       |
| 2009     | 16        | 0       |
| 2010     | 11        | 0       |
| 2011     | 2         | 0       |
| 2012     | 13        | 0       |
| 2013     | 1         | 0       |
| 2014     | 4         | 0       |
| 2015     | 0         | 0       |
| 2016     | 4         | 0       |
| 2017     | 9         | 0       |
| 2018     | 3         | 0       |
| الاجمالى | 159       | 0       |

1. ↑  "12 appearances according to some sources, as, unlike the Egyptian FA, الاتحاد الدولي لكرة القدم does not recognise an appearance El-Hadary made in a 2–0 friendly away win over منتخب قطر لكرة القدم in Doha on 28 December 2012.[10]
2. ↑  "3 appearances according to some sources, as, unlike the Egyptian FA, الاتحاد الدولي لكرة القدم does not recognise an appearance El-Hadary made in a 1–0 friendly home win over منتخب كينيا لكرة القدم in Aswan on 30 August 2014.[10]

## الألقاب

### مع المنتخبات

#### منتخب مصر
- كأس الأمم الأفريقية:
  - البطل (4): 1998، 2006، 2008، 2010
  - الوصيف (1): 2017
- دورة الألعاب العربية:
  - الميدالية الذهبية (1): 2007

#### منتخب مصر العسكري
- كأس العالم العسكرية:
  - البطل (1): 2001

#### منتخب مصر تحت 23 سنة
- دورة الألعاب الأفريقية:
  - الميدالية الذهبية (1): 1995

### مع الأندية

#### الأهلي
- كأس العالم للأندية:
  - الثالث (1): 2006
- دوري أبطال أفريقيا:[13]
  - البطل (3): 2001، 2005، 2006
- كأس السوبر الأفريقي:[13]
  - البطل (3): 2001، 2005، 2006
- الدوري المصري الممتاز:[13]
  - البطل (8): 1996–97، 1997–98، 1998–99، 1999–2000، 2004–05، 2005–06، 2006–07، 2007–08
- كأس مصر:[13]
  - البطل (4): 2000–01، 2002–03، 2005–06، 2006–07
- كأس السوبر المصري:[13]
  - البطل (4): 2003، 2005، 2006، 2007

#### سيون
- كأس سويسرا:[13]
  - البطل (1): 2008

#### المريخ
- الدوري السوداني الممتاز:
  - البطل (1): 2011
- كأس السودان
  - البطل (1): 2012[14]

#### فردية
- دوري أبطال أفريقيا:
  - أفضل حارس مرمى (3): 2001، 2005، 2006
- كأس الأمم الأفريقية:
  - أفضل حارس مرمى (3): 2006، 2008، 2010[15]

## وصلات خارجية
- عصام الحضري على موقع الاتحاد الدولي (مؤرشف)  (الإنجليزية)
- عصام الحضري على موقع الاتحاد الأوربي (الإنجليزية)
- عصام الحضري على موقع قاعدة بيانات كرة القدم.إي يو (الإنجليزية)
- عصام الحضري على موقع ناشيونال فوتبول تيمز (الإنجليزية)
- عصام الحضري على موقع Soccerbase.com (لاعب) (الإنجليزية)
- عصام الحضري على موقع Soccerway.com (الإنجليزية)

- الموقع الرسمي